# ジョゼフ・ジョン・トムソン
サー・ジョゼフ・ジョン・トムソン（Sir Joseph John Thomson, 1856年12月18日-1940年8月30日）は、イギリスの物理学者。よくJ. J. トムソンと呼ばれる。電子の発見に貢献したことで知られる。また安定同位体の発見者であり、質量分析器の発明者である。1906年に気体の電気伝導に関する研究でノーベル物理学賞を受賞した。

## 生涯

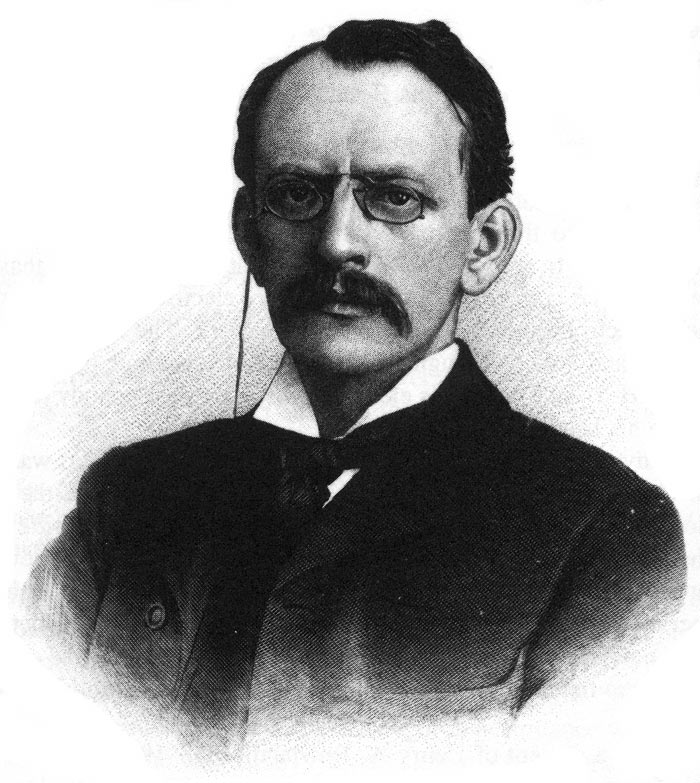
ジョゼフ・ジョン・トムソン（1915年）

1856年、マンチェスターのチータムヒルで生まれる。母は地元で織物業を営む一家の出身で、父はスコットランド出身の曽祖父が作った古書店を経営していた（そのため、姓のスペルがスコットランド風になっている）。2歳年下の弟がいる。
まず小さな私立学校に通うようになり、そこで科学への強い興味と才能を示す。1870年、14歳でオーエンズ・カレッジ（後のマンチェスター大学）に進学。両親は機関車メーカーのシャープ・スチュアートの技師になることを望んでいたが、父が1873年に亡くなったことでその道は絶たれた。1876年、ケンブリッジ大学トリニティ・カレッジに移る。1880年に数学の学士号、1883年に修士号を取得。1884年、物理学のキャヴェンディッシュ教授職に就任。後に教え子のアーネスト・ラザフォードがその地位を引き継いだ。1890年、同じくケンブリッジ大学の物理学教授を務めていたジョージ・エドワード・パジェット卿の娘と結婚。息子ジョージ・パジェット・トムソンと娘1人をもうけた。トムソンは教育者としても科学に貢献しており、息子や7人の教え子がノーベル賞を受賞している。息子のジョージ・トムソンは電子の波動的性質を証明したことで1937年のノーベル賞を受賞している。
1906年、「気体の電気伝導に関する理論および実験的研究」により、ノーベル物理学賞を受賞。1908年にはナイトに叙せられ、1912年にはメリット勲章を受章。1914年、オックスフォード大学で "The atomic theory" と題したロマネス講演を行った。1918年にはトリニティ・カレッジの学長となり、亡くなるまで務めた。1940年8月30日、死去。遺体はウェストミンスター寺院のアイザック・ニュートンのすぐそばに埋葬された。
1884年6月12日、王立協会のフェローに選ばれ、1915年から1920年まで会長を務めた。

## 業績

### 電子の「発見」
かつて物質の最小構成要素である原子はそれ以上分割できないと信じられていたが、1897年、トムソンは陰極線の特性を調べる過程で、原子に電子という粒子が含まれていると結論づけた。トムソンは陰極線が電場によって曲がることを示した（磁場によって曲がることは既に広く知られていた）。電場と磁場によって陰極線が曲がる様子を比較することで、トムソンは陰極線を構成する粒子の比電荷を測定し、その粒子の質量が最も軽い原子である水素原子の1000分の1程度の軽さだと推定した。彼は、陰極線が負の電荷を帯びた非常に軽い粒子で構成されていると結論付け、その粒子を「微粒子（corpuscles）」と名付けた。ただし呼称については、少し前の1891年にジョージ・ジョンストン・ストーニーが "electron"（電子）という呼称を提案し、それが一般に使われるようになった。
トムソンはこれらの功績から「電子の発見者」と呼ばれることが多い。ただしトムソンが1897年に示したことの多くは、トムソン以前に他の人物によっても報告されており、トムソンは電子の受容プロセスに貢献した人物の一人と評価されることもある。
トムソンは、電子が陰極線管内の微量の気体の原子から飛び出したと信じていた。そのため、原子は分割可能だとし、電子がその構成要素になっているとした。原子自体は電荷を帯びていないため、正の電荷の球の中に電子が散りばめられているというモデルを提案した。これは「ブドウパンモデル」あるいは「プラム・プディングモデル」と呼ばれる原子模型である。

### 同位体と質量分析

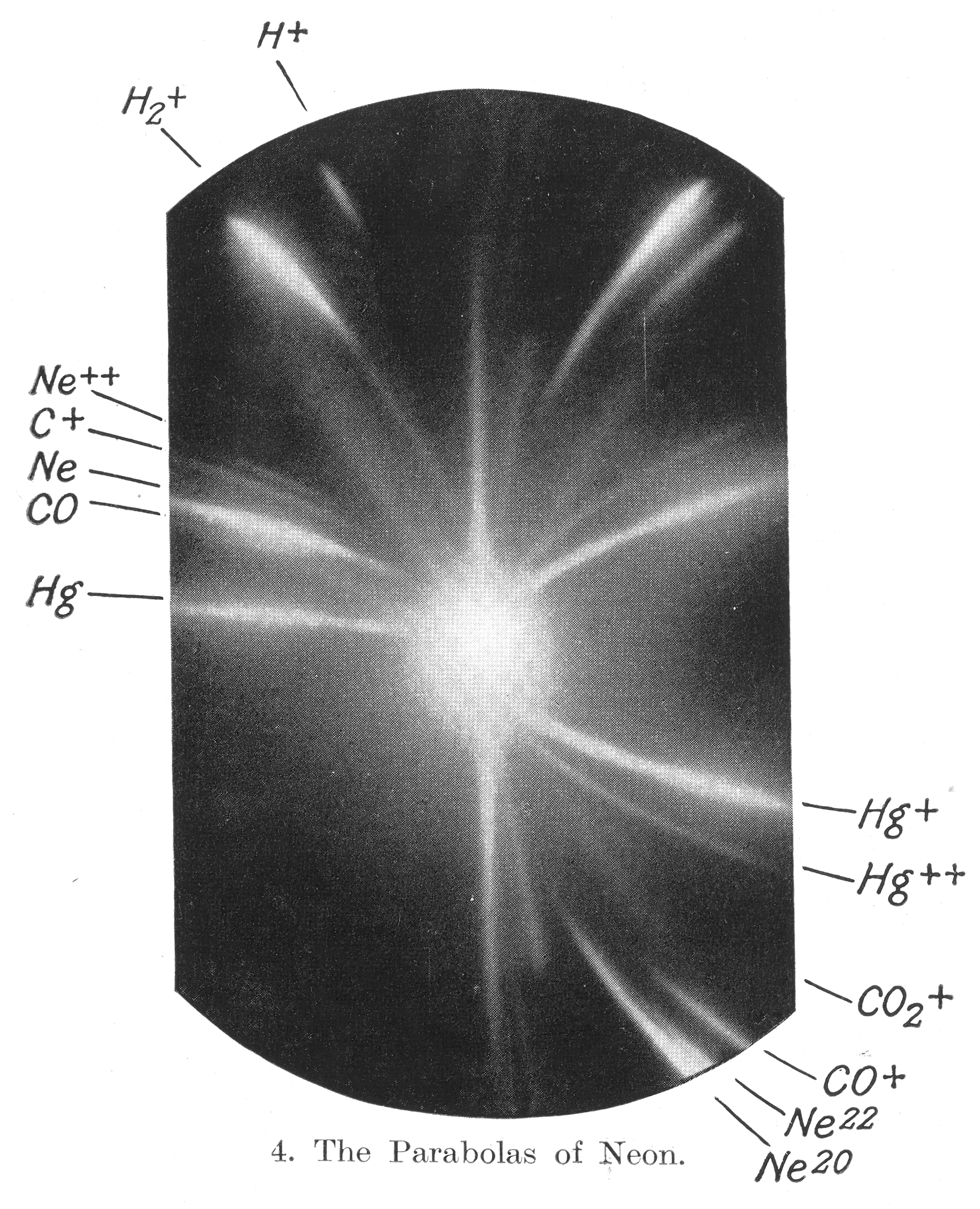
この乾板の右下隅にネオンの2種類の同位体、ネオン20とネオン22のマーキングがある。

1913年、カナル線（陽極線）の構成要素を調べる過程で、イオン化したネオンを電磁場で誘導して流れさせ、その偏向を写真乾板に写して測定した。すると2本の線が現れ、2種類の偏向放物線を描いていることが判明した。トムソンはネオンには2種類の質量の原子（ネオン20とネオン22）、すなわち同位体が存在すると結論付けた。これは最初の安定的な同位体発見である。フレデリック・ソディはある種の放射性崩壊を説明するため、これ以前に同位体の存在を予言していた。
トムソンが質量によってネオンの同位体を分離した方法は質量分析法の最初の実施例であり、トムソンの教え子フランシス・アストンやアーサー・ジェフリー・デンプスターが分析法としてさらに改良・発展させていった。

### その他の業績
1905年、トムソンはカリウムの自然な放射性崩壊を発見した。
1906年、トムソンは水素原子に電子が1つしかないことを示した。それまでの理論では電子の個数は任意とされていた。

## 陰極線の実験
かつて、陰極線は光のような非物質的なものか（エーテルを媒質とする波動説）、それとも質量のある粒子で構成されているのかという議論があった。トムソンは、一連の実験によってそれが粒子線であると論じた。

### 第一の実験

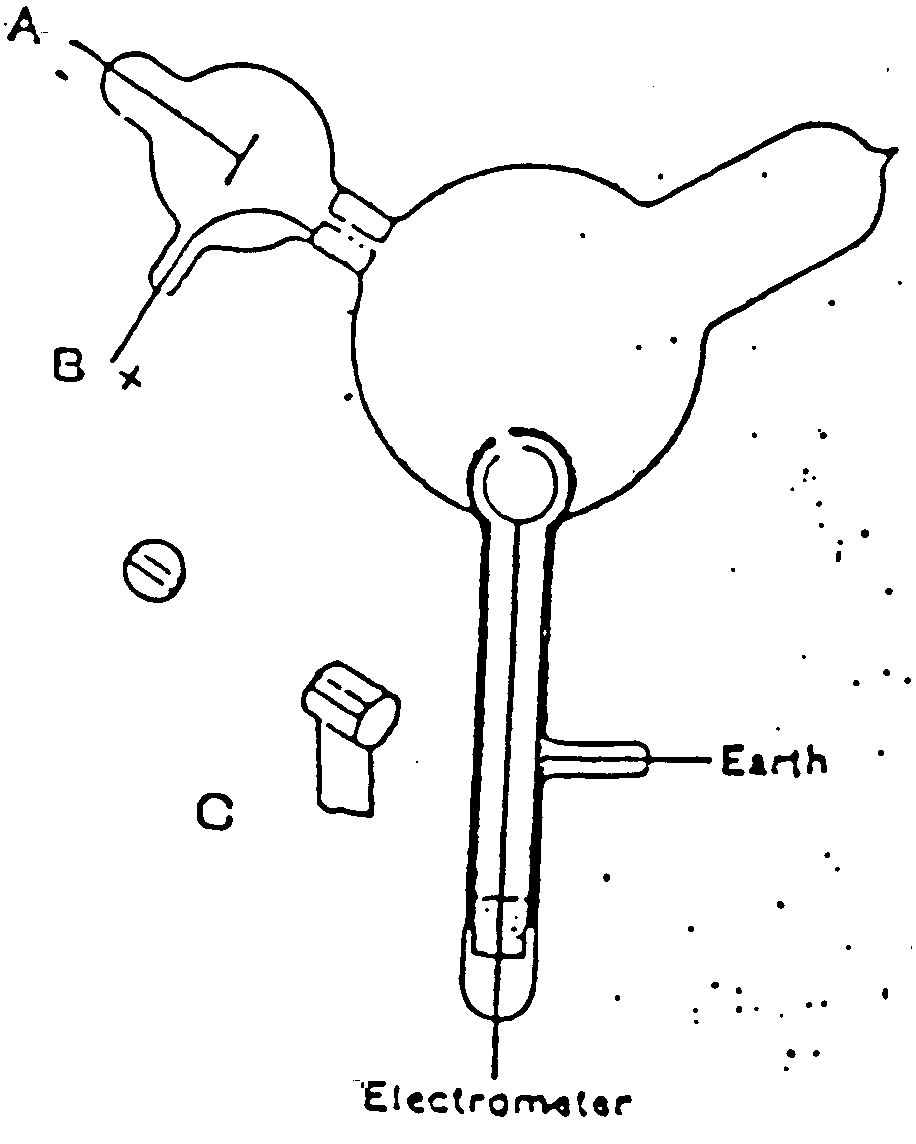
トムソンの製作した陰極線管

エーテル説の信奉者は、クルックス管で負の電荷を帯びた粒子が発生する可能性は認めていたが、それは副産物であり、陰極線そのものは非物質的なものだと信じていた。そこでトムソンは電荷と陰極線を実際に分離できるかを調べた。
トムソンは陰極線が真っ直ぐ進んだ場合の経路から外れた位置に電位計を設置したクルックス管を組み立てた。陰極線がガラスに当たると光るように燐光物質が塗ってある。磁場によって電荷を帯びた粒子が電位計に向かうようにすると、陰極線も同じように曲がることがわかり、負の電荷と陰極線は同一のものだと結論付けた。

### 第二の実験

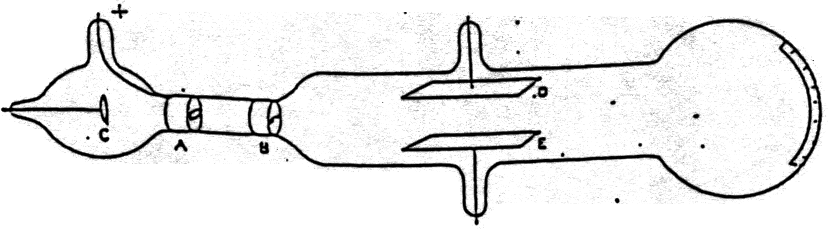
電場によって陰極線が曲がることを確認したときのクルックス管の（トムソンが描いた）図。陰極線はカソード C から発せられ、アノード A と B を（接地されている）通過し、電場を印加した D と E のプレートの間を抜け、もう一方の端にぶつかる。

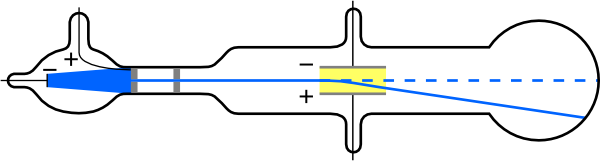
T陰極線（青い線）は電場（黄色）によって曲がる。

次にトムソンは陰極線が電場によって曲がるかどうかを確かめる実験を行った。以前の実験では失敗していたが、トムソンはガラス管内部の気体が多すぎたためだと考えていた。
トムソンはほぼ完全な真空のクルックス管を作った。一方の端には陰極線を発するカソードがある。陰極線を2つの金属スリットを通過させて細くする。1つ目のスリットはアノードであり、2つ目は接地している。陰極線は次に2枚のアルミニウム製のプレートの間を通過するが、そこに電池を接続すると電場が生じるようになっている。管のもう一方の端は大きな球状になっていて、陰極線が当たった場所が光るようになっている。曲がり方を測定するため、トムソンはその表面に目盛りを貼り付けた。
上のプレートを電池の負極、下のプレートを正極に接続すると、陰極線の当たる箇所が球の下の方に移り、極性を逆転させると上の方に移ることがわかった。

### 第三の実験

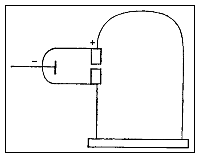
第三の実験の装置

第三の実験では、陰極線の質量電荷比を測定するため、磁場によって曲がる距離とそのエネルギーを測定した。トムソンは、その質量電荷比が水素イオン (H+) の数千分の1であることを発見し、その粒子が極めて軽いかあるいは極めて電荷量が大きいかのどちらかだとわかった。

### 結論
静電力によって負に帯電しているかのように曲がり、磁場においても負に帯電した物体と同様の力を受けることから、陰極線が負の電荷を帯びた質量のある粒子であるという結論に議論の余地はないと思われる。—J. J. Thomson
それら粒子の発生源について、トムソンはカソード近傍の気体分子から飛び出したと信じていた。
カソード近傍の強烈な電場によって気体分子が原子ではなくもっと小さい単位に分裂したとすれば（これを corpuscles と呼ぶことにする）、そして corpuscles が帯電していてカソードの電場に沿って移動するとするならば、まさに陰極線のような挙動を示すだろう。—J. J. Thomson
トムソンは原子が正の電荷を帯びた海の中を corpuscles が漂っているものと想定した。いわゆる「ブドウパンモデル」である。後にアーネスト・ラザフォードが正の電荷が原子の核に集中していることを証明し、トムソンの原子模型が間違っていたことを示した。

## エピソード
- 白洲次郎がケンブリッジ大学に留学していた時、トムソンは白洲の答案に「君の答案には、君自身の考えが一つもない」とのコメントを記して返却したという[10]。このエピソードは、NHK「ドラマスペシャル・白洲次郎」（2009年）においても印象的に描写されている。
- 同じく白洲次郎が語るところによると、トムソンは散歩をしながら思索にふける習慣があり、思索が深まってくると道の真ん中でも立ち止まってしまい、しばしば車の通行を止めてしまうことがあったが、警官はトムソンを注意することはせず、彼が動くまで車の方を止めていたという[10]。
- トムソンはトリニティ・カレッジ学長時代、自分で前庭の芝生の手入れをしていた。ある時みすぼらしい身なりで手入れに励んでいたトムソンに、参観にきた米国のある大富豪が、カレッジ付きの園丁と見間違え「十円札」（出典原文ママ）をつかませて手入れの秘訣を尋ねた。トムソンは「水をやりなさい。ローラーをかけなさい」と言って大富豪の顔と十円札を見比べる。大富豪がもう十円札をつかませると、やはり「水をやりなさい。ローラーをかけなさい」と繰り返す。憤慨した大富豪が更に十円札をつかませ「そんなことは判っている！」と怒鳴ると、トムソンは三枚の十円札を懐にねじ込み「それを毎日繰り返して500年経つとこうなるんです」と返答した。後に周囲に「あの三十円こそが、俺が一生で正直に稼いだ唯一の金さ」と嘯いたという[11]。

## 受賞歴
- アダムズ賞 (1882)
- ベーカリアン・メダル (1887, 1892, 1913)
- ロイヤル・メダル (1894)
- ヒューズ・メダル (1902)
- ノーベル物理学賞 (1906)
- エリオット・クレッソン・メダル (1910)
- コプリ・メダル (1914)
- アルバート・メダル (1915)
- フランクリン・メダル (1922)
- ファラデー・メダル (1925)